# Mykoła Popowycz
Mykoła Popowycz (ukr. Микола Попович; ur. 3 maja 1971 w Tekuczy) – ukraiński biegacz narciarski, olimpijczyk z Nagano z 1998 roku. Nigdy nie zdobył punktów Pucharu Świata, w którym wystąpił tylko raz. Rzadko pojawiał się w innych zawodach FIS – FIS Race. W University Race w 1995 roku w Candanchu zajął 3. miejsce.

## Wyniki
- C – styl klasyczny
- F – styl dowolny

### Igrzyska olimpijskie
| 1998 Nagano | 55 (50 km F), 50 (10 km C), 12 (sztafeta) |

### Mistrzostwa świata
| 1997 Trondheim | 69 (30 km F) |